# Stregheria
La stregheria es una religión neopagana, con algunas similitudes con la Wicca, con orígenes italianos e italo-americanos. Mientras muchos de sus practicantes consideran stregheria una tradición distinta de Wicca, algunos académicos indican que es una forma de Wicca o una derivación. Ambas tienen creencias y prácticas parecidas. Por ejemplo, Stregheria honra un panteón centrado en una deidad lunar y un dios astado, similar a la visión wiccana de la divinidad.
Varios académicos, como Ethan Doyle White, consideran Stregheria un derivación de Wicca. La profesora de antropología de la religión Sabina Magliocco ha descrito Stregheria como "una religión similar a Wicca en estructura y práctica, con sabor italiano añadido a través de los nombres de deidades, espíritus, y sabbats."
El autor Raven Grimassi escribió una obra fundamental de la Stregheria denominada Italian Witchcraft: The Old Religion of Southern Europe en 1995, sin embargo, desde 1980 ya enseñaba lo que él llamaba la tradición Aridiana. Grimassi sostenía que la Stregheria había influido a la Wicca por lo tanto para reescribir los conocimientos de la magia itálica tomó elementos desde la Wicca Gardneriana, ideas inspiradas del libro Aradia, o El evangelio de las brujas (1899), de Charles G. Leland, e información propia que había sido transmitida por sus antepasados. El nombre "Aradia" se debe a Leland, que reclamaba que Erodiade (el nombre italiano de Herodias) fue objeto de un culto de brujería en la Toscana italiana del Medioevo. Desde 1998, Grimassi ha abogado por lo que llama la tradición Ariciana, descrita como una variante de "nivel iniciático" de la religión, que incluye una ceremonia de iniciación.

## Orígenes según la misma religión
Según el relato de Raven Grimassi la Stregheria deriva de los antiguos cultos etruscos que se mantuvieron en la cultura rural itálica aún después del nacimiento del Imperio romano y se preservaron de manera paralela a la religión oficial del Imperio: el paganismo greco-romano. La Streghería se mantuvo al margen de la Iglesia católica ya que muchos de los brujos y brujas rurales italianos mantuvieron su religión tradicional en secreto mientras para el resto de la sociedad señalaban ser católicos. Gran parte de esta tradición se mezclaría posteriormente con la cultura gitana. Por esta razón sería precisamente una gitana llamada Magdalena la que iniciaría a Charles Leland en el mundo de la Streghería.
Girolamo Tartarotti señaló en su obra Apologia della Congresso Notturno Delle Lamie, en 1751, que la Stregheria es una brujería italiana que le rinde culto a la diosa Diana. Por otra parte el etnohistoriador italiano Paolo Portone ha demostrado que el culto a Diana está presente en las actas de los juicios de las brujas más tempranas, incluso en el Canon Episcopi (906 d. C.). Además, contrastando los juicios celebrados ante el inquisidor de Milán en 1384 y 1390 de la Sibila de Laria y Pierina de Bugatis, Portone ha demostrado cómo los inquisidores construyeron creencias en torno a las "brujas malvadas" directamente de la adoración pagana a Diana.
La Streghería se haría pública primordialmente con la publicación de El Evangelio de las Brujas en 1899, por Charles Leland, que narra una gesta mesiánica pagana en donde Aradia, una hermosa bruja e hija del dios latino Lucifer y de la diosa Diana, comienza a predicar la religión de la Brujería en la Edad Media, siempre perseguida por la Iglesia y profetiza que algún día regresaría para hacer de la Brujería la religión mayoritaria del Mundo y establecer el renacimiento de esta práctica.
Desde entonces la Streghería se popularizó hasta convertirse en una de las tradiciones más populares de la Brujería y el neopaganismo modernos.
Raven Grimassi, afirma que Aradia fue una figura histórica llamada Aradia di Toscano quien dirigió a un grupo de "brujas adoradoras de Diana" en siglo XIV en la región italiana de Toscana. Grimassi señala que la Aradia que aparece en la obra El Evangelio de las Brujas, de Charles Leland, es una "versión cristianizada distorsionada" la cual no muestra la historia verdadera de Aradia.

## Culto
Los seguidores de la vieja religión itálica veneran a Diana (reina de las brujas), hija y esposa de Júpiter. Diana engendró a Luperco, hijo, hermano y esposo de Diana y juntos tuvieron a Aradia, que fue enviada a la tierra por orden de Diana. Los practicantes de la Stregheria usan el pentáculo no invertido como símbolo (se conoce también como símbolo de Venus o de Diana). Aunque usen el pentáculo repudian el satanismo. En la Stregheria no se hacen nunca sacrificios humanos, se respetan los derechos humanos, los animales y el medio ambiente. Las brujas no se apoyan en ninguna corriente política exceptuando el Sincretismo político.
Además de Aradia y Diana hay otras divinidades fundamentales: Apolo, Hécate, Mefitis, Jano, Dioniso, Asclepio, y el poeta Virgilio (considerado mago y profeta inmortal de Diana). Creen en el inframundo y en la metamorfosis, pero no en el castigo del renacimiento. Muchos practicantes creen y veneran a los espíritus de la naturaleza y a los ancestros, a veces llamados Manes debido a la influencia de la religión romana. Algunas tradiciones en cambio adoran, por influencia del sincretismo cristiano a los santos católicos.
La moral es esencialmente libre, especialmente en el ámbito sexual. La ética es subjetiva, consiste básicamente en ''no dañar a nadie'' y en la reciprocidad (no hacer a los otros lo que no quieres que te hagan). Muchos practican la desnudez ritual seis meses al año y los otros seis meses usan túnicas rituales y a veces la magia sexual. La vieja religión celebra algunos días como Sabba: fiestas del fuego y del agua. Son días particulares: Los cuatro Sabba mayores (2 de febrero, 30 de abril, 1 de agosto y 31 de octubre) y los cuatro Sabba menores, que coinciden con los solsticios y los equinoccios junto con las ocho fiestas del fuego y las trece fiestas lunares correspondientes con el Plenilunio( fiesta del agua).
Para la mayoría de practicantes de brujería existiría una continuidad natural entre magia y religión, tratándose de una magia que no pretende controlar o mandar, sino que se crea y comunica de forma espontánea en un mundo encantado, orgánico y vivo.
En la antigüedad se usaban ungüentos compuestos de Psicoactivos derivados de prácticas Chamánicas, que permitían un viaje espiritual.Para evitar daños cerebrales y dependencia, algunos practicantes en lugar de tomar estos ungüentos y sustancias practicaban meditación y otras prácticas que permitieran el trance, por ejemplo la autohipnosis, trabajo de sueños, viaje astral o adivinación.
Muchos seguidores tienden a mantener sus creencias en secreto. Apoyan la libertad religiosa, respetan todos los símbolos y creencias (incluidos ateísmo y catolicismo) pero a menudo tienden al Anticlericalismo debido a las cazas de brujas realizadas en el pasado.
La brujería italiana retoma también ritos populares como lanzar mal de ojo o la Imposición de manos.
La Streghería concibe la naturaleza como sagrada y la magia como una forma benévola de desarrollo espiritual. Utilizan elementos comunes a la magia popular como el círculo, el athame, el altar pagano, los cinco elementos y el caldero. La iniciación a la Streghería es muy similar a otros tipos de brujería tradicional.

## Difusión
Stregheria está presente especialmente en Lombardía, Piamonte, Véneto, Liguria, Emilia-Romaña, Friuli-Venezia Giulia, Lacio, Puglia, Campania, Calabria y Sicilia, donde se concentra un mayor número de seguidores.
Se caracteriza también por ser normalmente una práctica individual y solitaria, la práctica en grupo no es tan importante como lo sería en la Wicca, aunque en algunas ocasiones se realizan prácticas en grupos pequeños.

## Término Stregheria
La palabra Stregheria en sí misma es un término moderno y raramente usado. Existe cierta confusión entre las palabras Stregoneria y Stregheria. Para denominar genéricamente a toda la brujería de diversas partes del mundo los italianos la llaman Stregoneria, no Stregheria.

Este término es utilizado casi exclusivamente por Girolamo Tartarotti, cuya obra a mediados del siglo XVIII ‘‘Puede considerarse, con razón, como el punto de llegada del planteamiento sobre la cuestión de la brujería’’. De hecho, el término brujería se usa en este contexto para identificar el fenómeno de las brujas y la creencia en ‘‘La compañía de Diana’’, una creencia ilusoria que Tartarotti consideraba generalizada en toda Europa. Las brujas son para Tartarotti ‘‘ancianas libidinosas y melancólicas que se emocionan con las cuentos más sucios y con ungüentos especiales creen que están viviendo lo que sueñan.

Uno de  los primeros usos en la historia moderna del término Stregheria como sinónimo de brujería se encuentra en una ópera moderna de Lorenzo Lippi, publicada en el 1688, Il Malmantile racquistato. Otra referencia a este término la podemos encontrar en la ópera en inglés de Ephraim Chambers, Cyclopaedia or Universal Dictionary of Arts and Sciences, publicada en Londres en 1728. Por otro lado, el Dizionario di erudizione storico-ecclesiastica da San Pietro sino ai nostri, de 1854, narra un episodio de 1521, una resolución tomada por el Consejo de los Diez de Venecia contra los herejes de Valcamonica que practicaban lo que llamaron ‘stregheria’ (brujería).